# Regina Sneifer
Régina Sneifer est une écrivaine née au Liban en 1962.
Auteure de plusieurs ouvrages, son dernier "Une femme dans la tourmente de la Grande Syrie" d'après les mémoires de Juliette el-Mir, épouse d'Antoun Saadé, est préfacé par Georges Corm et édité chez Riveneuve éditions en août 2019. C'est le premier livre en français sur le destin du couple Saadé qui résume la tragédie de la Grande Syrie. Un livre-document inédit à partir de documents de premières mains mais écrit comme un roman. 

Après avoir suivi des études de journalisme au Liban, elle obtient à Paris son diplôme de géopolitique et publie en 1994 son premier livre "Guerres maronites" édité chez L'Harmattan.

En 2006, elle livre le récit de ses années de militante dans un livre intitulé "J'ai déposé les armes, une femme dans la guerre du Liban", éditions de l'Atelier, préface de Joseph Maïla. Un livre traduit en arabe et édité par les éditions Al-Farabi en juillet 2008 et préfacé par Georges Corm.
En 2013, elle publie chez Geuthner, " Benta'el, fille de l'alphabet", un conte humaniste plongeant ses racines phéniciennes dans une connaissance poétique et intime de la lettre phénicienne et de l'âme humaine.

## Publications
- Guerres maronites, 1975-1990 - Éditions L'Harmattan - 1994

- J'ai déposé les armes : Une femme dans la guerre du Liban - Éditions de l'Atelier - 2006

- Benta'el : Fille De L'alphabet - Éditions Geuthner - 2013

- Une femme dans la tourmente de la Grande Syrie - Éditions Riveneuve - 2019 